# Genesis II
Genesis II est le second habitat spatial gonflable expérimental développé par la firme américaine privée Bigelow Aerospace. Il est lancé en 2007. La conception de cet engin spatial exploite les résultats du premier habitacle Genesis I conçu sur le même plan et placé en orbite auparavant. L'objectif de Genesis II est de continuer à tester la viabilité sur de longues durées des structures spatiales gonflables. Comme Genesis I et les autres modules élaborés par la suite par Bigelow Aerospace, Genesis II est basé sur le concept Transhab développé par la NASA : grâce à une structure gonflable, celui-ci permet une augmentation du volume intérieur et une réduction du diamètre au lancement avec une masse réduite par rapport aux structures rigides traditionnelles.

## Historique
Genesis II est lancé le 28 juin 2007, à 15 h 02 TU. Comme Genesis I, il est lancé à bord d'un lanceur Dnepr de ISC Kosmotras à partir de la cosmodrome de Iasny près Dombarovsky, en Russie. Il atteint son orbite avec succès après la séparation du lanceur à 15 h 16 TU. En raison de la mécanique de son orbite, le premier contact avec l'engin est établi une fois passé au-dessus de la station de réception SpaceQuest, Fairfax (Virginie) à 22 h 20 TU, confirmant qu'il est vivant et fonctionne normalement avec le pouvoir et la pression atmosphérique aux niveaux escomptés,. Extérieurement, Genesis II est de taille identique à Genesis I et en tant que tel, c'est un module à l'échelle 1/3 du modèle de production B330, avec en orbite 4,4 mètres de longueur et 2,54 mètres de diamètre, avec un volume intérieur habitable de 11,5 mètres cubes. Dans le cadre de sa conception gonflable, Genesis II est lancé avec un diamètre de 1,6 mètre, en élargissant sa taille finale, après être mis sur l'orbite,. Dans les deux jours du lancement, les systèmes de contrôle d'attitude amortissent toutes les rotations et antennes orientées vers la Terre.
Semblable au processus enduré par Bigelow pour Genesis I, le transport de Genesis II en Russie pour le lancement est l'aboutissement de près d'un an des processus de réglementation en raison de restrictions imposées par l'International Traffic in Arms Regulations (ITAR) et d'autres procédures, à la fois aux États-Unis et à l'étranger. Après avoir quitté North Las Vegas, Nevada aux États-Unis, la station fait une escale au Luxembourg avant d'être transportée sur un Antonov An-124 à Orsk, en Russie, et puis transportée au cosmodrome de Iasny. Genesis II fait son dernier déménagement dans l'Assembly, Integration and Test Building le 29 mars 2007.
Initialement prévue pour un lancement le 6 août 2006, ISC Kosmotras retarde le lancement au 30 janvier 2007 en raison de l'échec d'un lanceur Dnepr en juillet 2006. Le lancement est retardé quatre autres fois (le 1er avril, le 19 avril, 26 avril et 23 mai 2007) en raison des préoccupations techniques de la programmation avant son lancement éventuel le 28 juin 2007.
Le 12 décembre 2007, Bigelow Aerospace fourni une mise à jour indiquant que Genesis II est en bonne santé. Toutes les caméras sont testées et plus de 4 000 photos sont prises. L'engin est sur une orbite presque circulaire avec une excentricité de 0,028, et perd seulement 5 kilomètres depuis son lancement, les prévisions actuelles indiquent qu'il reste en orbite pendant plus de 12 ans. Les systèmes de contrôle d'attitude et les huit panneaux solaires sont opérationnels, et aucun dommage à la surface extérieure de l'engin est observé. La pression interne varie entre 69,6 et 72,4 kilopascals, la variation est causée par le déplacement de Genesis II dans et hors de la lumière du soleil au cours de sa révolution.
Le 23 avril 2009, Bigelow Aerospace annonce que Genesis II dépasse 10 000 orbites, est dans l'espace depuis 665 jours et a parcouru plus de 430 millions de kilomètres.

## Systèmes
Genesis II dispose d'un certain nombre d'améliorations par rapport au premier éclaireur qui est lancé. En plus de la direction des systèmes de contrôle standard utilisé sur Genesis I, il possède des assemblées de volants (des roues de réaction) et un système de mesure de précision, qui sont utilisés pour influer sur la rotation du module et sur le taux de moment cinétique sans dépenser de carburant. Il transporte 22 caméras (neuf de plus que sur Genesis I) pour photographier et filmer la cargaison et les conditions tant à l'intérieur qu'à l'extérieur du vaisseau. Certaines d'entre elles sont sur des plates-formes articulées, et une caméra sans fil est capable de filmer des plans extérieurs additionnels. Au lieu du système de citerne de gonflage unique utilisé sur le premier engin, Genesis II emploie des réservoirs multiples pour une fiabilité accrue et permettant de régler plus finement le contrôle du gaz. Des couches supplémentaires sont ajoutées à l'écran de protection extérieur pour une meilleure protection et une gestion thermique. Enfin, la suite de capteurs embarqués est amélioré avec des capteurs supplémentaires de pression, de température, contrôle d'attitude et de détection des radiations, ce qui aide à déterminer l'impact de l'environnement orbital sur l'intégrité des systèmes de bord.

## Charge utile
À l'intérieur et à l'extérieur, Genesis II comporte plusieurs systèmes destinés à des fins scientifiques, de divertissement, et commerciales.
Pour l'aspect scientifique, Genesis II comporte une version améliorée du module de sciences de la vie d'origine et est familièrement appelé « Life in a Box ». Ce module comprend des habitats pour trois organismes : la blatte de Madagascar (Gromphadorhina portentosa), déjà transportée à bord de Genesis I, le scorpion d'Afrique du Sud (Hadogenes troglodytes) et une colonie de fourmis moissonneuses-graines (Californicus pogonomyrmex), avec la reine des fourmis donnant, à long terme, des possibilités de colonisation. Cet habitat comprend des systèmes automatisés d'adduction de nourriture et d'eau, et des ventilateurs gardent l'air frais à disposition par circulation d'air interne avec celui à l'intérieur du reste de l'engin spatial. Des capteurs et des caméras surveillent la santé et les activités des habitants du module Life in a Box, et des images de l'intérieur sont destinés à l'affichage sur le site Web de Bigelow.
Il y a deux charges utiles commerciales figurant sur Genesis II. La première est le programme « Fly Your Stuff », qui permet aux particuliers et aux clients d'envoyer des photos et autres petits objets en orbite en payant une taxe. Plusieurs dizaines de ces objets sont lancés, et sont ensuite photographiés et filmés par les caméras de la sonde et affichée sur le site Web de Bigelow pour les clients. En décembre 2007, tous les objets lancés dans le cadre de ce programme sont photographiés et distribués aux clients. Cela comprend le premier litchi dans l'espace. Guy Pignolet de Pluton, professeur à l'université de La Réunion, à Sainte-Rose, à La Réunion, fournit le litchi qui est affiché sur le site Web de Bigelow Aerospace.
Une seconde charge utile est le système de projection d'image externe qui teste la capacité de projeter des images et des messages sur la coque du vaisseau spatial. Deux projecteurs et des caméras associés sont situés sur la pointe des panneaux solaires, et la compagnie a des plans éventuels pour permettre au public d'envoyer des images et de la vidéo à afficher. En août 2007, il n'y a aucun projet ferme sur la façon dont ce serait traitée en raison des limites actuelles de la bande passante montante, et cela est considéré comme un projet expérimental « fun »,.
Pour le divertissement, Genesis II transporte un jeu de « Space Bingo » visant à favoriser l'intérêt public dans le programme. Le jeu est lancé plusieurs mois dans la mission et libre de jouer, mais aucun jeu d'argent réel n'est inclus. Le module de jeu contient un ensemble complet de boules de bingo qui sont manipulées de façon aléatoire une à la fois par un système de ventilateurs et de leviers, remise à zéro après que quarante boules sont entrées en jeu. Pendant la partie, les images sont diffusées à ceux qui sont en train de jouer.